# Zadomka żółtoskrzydła
Zadomka żółtoskrzydła (Ectobius erythronotus) – gatunek karaczana z rodziny zadomkowatych i podrodziny Ectobiinae.

## Taksonomia
Takson ten opisany został po raz pierwszy w 1898 roku przez Malcolma Burra jako podgatunek zadomki polnej pod nazwą Ectobius lapponica erythronotus. Współcześnie traktowany jest jako odrębny gatunek i dzielony na trzy podgatunki:
- Ectobius erythronotus ater Bazyluk, 1961
- Ectobius erythronotus erythronotus Burr, 1898
- Ectobius erythronotus nigricans Ramme, 1923

## Morfologia
Karaczan o wysmuklonym, owalnym w zarysie ciele długości od 6,8 do 11 mm. Głowa ma pomarańczowobrązowe ciemię. Przedplecze jest pośrodku czarne, brunatnoczerwone lub czerwonożółte, po bokach, z przodu i z tyłu jasno obramowane. Pokrywy są nieskrócone, jednolicie słomkowożółte, pozbawione ciemniejszego nakrapiania. U obu płci zachowana jest zdolność do aktywnego lotu. U samca na siódmym tergicie odwłoka umiejscowiony jest dołek gruczołowy o szerokości większej niż połowa szerokości tergitu, zaopatrzony w okrągławe, owłosione z wierzchu wzniesienie i o tylnym brzegu wykształconym w skórzastą, owłosioną listewkę. Płytka subgenitalna samca ma budowę niesymetryczną i występuje u niego tylko jeden stylik. 

## Ekologia i występowanie
Owad wszystkożerny, ale preferujący pożywienie roślinnego pochodzenia, w tym pąki, młode liście i kwiaty. 
Gatunek palearktyczny o zasięgu głównie południowo-wschodnioeuropejskim. Znany jest południowych Niemiec, Szwajcarii, Austrii, Włoch, Łotwy, Polski, Czech, Słowacji, Węgier, Rumunii, Mołdawii, Serbii, Czarnogóry, Bułgarii, Albanii i Grecji.